# Gare de Charleville-Mézières
Gare de Charleville-Mézières – stacja kolejowa w Charleville-Mézières, w regionie Grand Est, we Francji. Znajdują się tu 3 perony.

## Dworzec
Stacja jest obsługiwanych przez TGV z Paris-Est do Sedan, pociągi TER Champagne-Ardenne i TER Lorraine (linie Charleville-Mézières do Givet, Lille-Flandres, Longwy, Metz i Reims) i autobusy TER Champagne-Ardenne-Ardenne (linia Charleville-Mézières do Troyes).

## Historia
Stacja została włączona do linii Wasigny-La Neuville.